# Jimmy James (zanger)
Jimmy James, geboren als Michael James (Jamaica, 13 september 1940 – Londen, 14 mei 2024), was een Jamaicaanse-Britse soulzanger.

## Carrière
James groeide op en begon op te treden in Kingston, waar hij als soloartiest opnam met de producenten Coxsone Dodd, Clancy Eccles en Lyndon Pottinger. Zijn succesvolste uitgave was een vroege versie van Come Softly to Me, die plaatselijk succesvol was en die James overtuigde om zijn baan op te geven voor een muziekcarrière.
The Vagabonds werden officieel geformeerd in 1960. James werkte met hen samen onder de Canadese bandmanager Roger Smith en in april 1964 verkasten ze naar het Verenigd Koninkrijk. Ska Time bij Decca Records werd opgenomen als Jamaica's Own Vagabonds binnen twee weken na hun aankomst en is een van de eerste voorbeelden van Jamaicaanse skamuziek, opgenomen in het Verenigd Koninkrijk. Na manager Peter Meaden te hebben ontmoet in 1965, steunden Jimmy James en the Vagabonds The Who en Rod Stewart met zijn band The Steampacket in de Marquee Club in Londen. De band speelde in de dancing Shanklin Pier op het eiland Wight in juni 1965 en kwam daar in de zomer terug voor twee verdere uitverkochte concerten. Hij en de Vagabonds deelden meerdere affiches met The Jimi Hendrix Experience tijdens de late jaren 1960, toen ze beide probeerden om zichzelf in de schijnwerpers te stellen. The Vagabonds en The Experience speelden ook in de clubs Ricky Tick en Upper Cut in Londen in december 1966 en januari 1967 en ook in de Beachcomber Ballroom in Nottingham.
Ze tekenden een contract bij Pye Records en brachten hun bekendste studioalbum The New Religion uit in 1966. De band speelde ook ter ondersteuning voor The Who, Sonny & Cher, The Rolling Stones en Rod Stewart, die op dat moment ook bij Pye Records onder contract was. De band gebruikte vaak de Abbey Road Studios en ze waren zelfs eens daar toen The Beatles aan het opnemen waren. Hun liveoptredens werden vastgelegd op het album London Swings: Live at the Marquee Club met The Alan Bown Set. Jimmy James & the Vagabonds waren labelpartners en rivalen van Geno Washington & The Ram Jam Band.
The Vagabonds werden in 1970 ontbonden, maar James, die eigenaar was van de naam, formeerde de band opnieuw met een nieuwe, blanke bezetting in 1974. Ze hadden hits in de Britse singlehitlijst met I'll Go Where Your Music Takes Me en Now Is the Time. Zonder James namen The Vagabonds het album Ska-Time op als Jamaica's Original Vagabonds, dat werd uitgebracht in 1970. 
In 1979 werd de nieuwe band Big Business geformeerd door de vroegere Vagabonds Alan Kirk en Andrew Platts en ze gingen tot de dag van vandaag op tournee. De band toerde met Mick Jackson (Blame It on the Boogie). Kirk was eigenaar van de Hilltop Studios in Dronfield nabij Chesterfield. Platts is manager-uitgever van de recreatieve krant Mercury Newspaper in Sheffield. De vroegere bassist Alan Wood leidt nu zijn eigen management-agentuur en vertegenwoordigt Paul Carrack.
In 1999 schreef Ross Courtenay het nummer Whatever You Need, dat verscheen op het album 24/7 van Tina Turner en later op haar All the Best en The Platinum Collection-compilatiealbums. Hij werkt thans aan het project Rainbow Beach. In 2007 werkte James mee aan het nummer The Other Side of the Street voor het album Northern Soul 2007 van Ian Levine.
James trad regelmatig op in het Verenigd Koninkrijk met Clem Curtis, de vroegere frontman van The Foundations. Het duo, samen met zangeres Earnestine Pearce van The Flirtations, hadden getoerd met The Soul Explosion. In april 2007 trad James op tijdens het Classic Gold Weekender, samen met The Marmalade, The Love Affair en Showaddywaddy. In 2013 toerden ze met James vroegere held Ben E. King. In februari 2014 stond de song Whatever You Need, geschreven door Russ Courtenay en Harriet Roberts op Tina Turners album Love Songs.
James overleed op 14 mei 2024 op 83-jarige leeftijd.

## Leden van The Vagabonds
- Rupert Balgobin (drums, 1960–1970)
- Barry Sutton (trompet, 1967–1970)
- Colston Chen (basgitaar, 1960–1970)
- Phil Chen (gitaar, 1960–1970)
- Fred Fredericks (saxofoon, 1960–1970)
- Carl Griffiths (saxofoon, 1960–1970)
- Count Prince Miller (zang, 1960–1970)
- Carl Noel (keyboards, 1960–1967)
- Art Regis (hammondorgel, 1967–1969)
- Wallace Wilson (gitaar, 1960–1970)
- Stewart Blandamer (saxofoon, 1970-1972
- Steve Farr (saxofoon, 1970-1972)
- Bill Roberts (gitaar, 1970-1972)

- Eddy Spence (keyboards, 1970-1972)
- Kelvin (Kelly) Cantlon (basgitaar, 1970-1972)
- Mick Dolan (drums, 1970-1972)
- Alan Wood (basgitaar, 1973–1977)
- Martin Dale (trompet, 1971)
- Dave Hopper (gitaar, 1973–1974)
- Fred Guite (drums, 1973–1974)
- Pete Wright (drums, 1974–1975)
- Russ Courtenay (drums, 1975–1977)
- Chris Garfield (gitaar, 1975–1977)
- Alan Kirk (keyboards, 1975–1977)
- Pete Gill (drums, 1974–1975)
- John Steele (gitaar, 1974–1975)

- Rick Sequeira (keyboards, 1974–1975)
- Andrew Platts (trombone, zang, 1977–1979)
- Glenn Harland (leadgitaar, 1981–1984)
- John Wintony (keyboards, 1981–1984)
- Dave Bussey (drums, 1981–1984
- Chris Turner (basgitaar, 1981–1984)
- Steve Ward (leadgitaar, 1990–1995)
- David Cooke (keyboards, 1990–1995)
- Pat Coleman (drums, 1990–1994)
- Mario James (basgitaar, 1990–1992)
- Mike Scrimshaw (basgitaar, 1992)
- Dean Spain (achtergrondzang, 1998–heden)

## Discografie

### Singles
- 1968: Red Red Wine (Pye Records)
- 1972: A Man Like Me (Stateside Records)
- 1974: I'll Go Where Your Music Takes Me (Pye Records)
- 1975: You Don't Stand a Chance if You Can't Dance
- 1976: Now Is the Time